# Steinkreis von Ringelai
Der Steinkreis von Ringelai ist ein vorgeschichtlicher Steinkreis bei Ringelai im Landkreis Freyung-Grafenau in Bayern.

## Lage und Fundgeschichte
Der Steinkreis befindet sich nordöstlich oberhalb von Ringelai im Waldstück „Weberholz“ im Flurstück „Freudenhain“. Er liegt dort auf einem Plateau, dessen Ränder durch gewachsene Felsen markiert werden. Bis in die 1950er Jahre war das Gebiet noch nicht bewaldet. Der Steinkreis ist über einen von der Bergstraße abgehenden Trampelpfad erreichbar. Der Steinkreis wurde um das Jahr 2000 entdeckt. 3,5 km nordwestlich befindet sich der Monolith von Grafenau; westlich oder nordwestlich bei Neidberg liegt der Monolith von Neidberg.

## Beschreibung
Der Steinkreis besteht nach unterschiedlichen Angaben aus sieben bzw. neun oder zehn Steinen, die eine Platte umschließen. Der Stein hat einen Durchmesser von etwa 4 m. In 3 m Entfernung liegt ein weiterer Stein, der möglicherweise auch zu dem Ring gehört.

## Sagen
Über den Steinkreis selbst sind keine Sagen bekannt, allerdings werden den Felsen in seiner Umgebung heilende Kräfte zugeschrieben.